# Alpi del Beaufortain

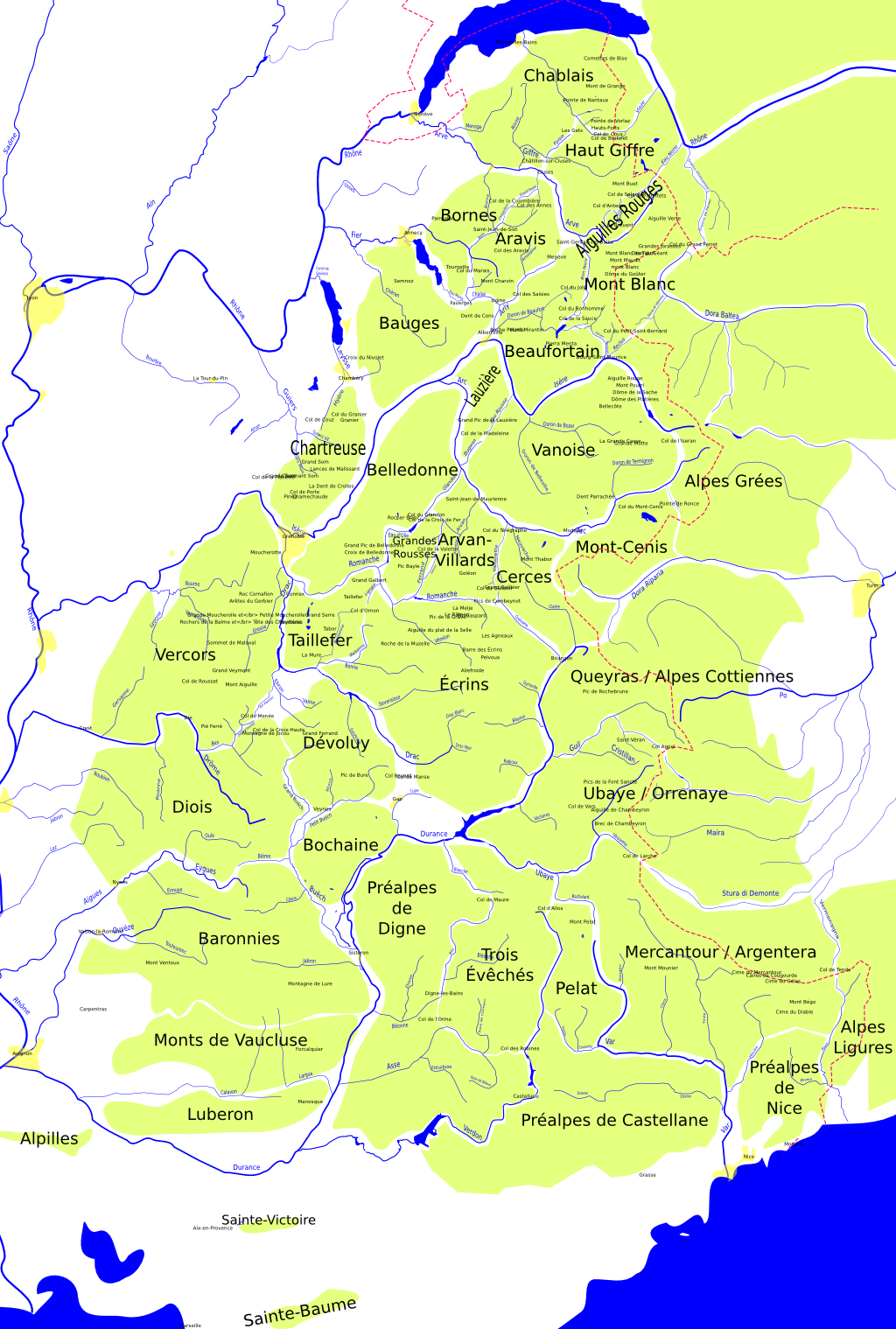
Cartina delle Alpi Francesi.

Le Alpi del Beaufortain (detto anche Massiccio del Beaufortain oppure Alpi Graie Nord-occidentali) sono un gruppo montuoso delle Alpi Graie. Si trovano soprattutto nel dipartimento francese della Savoia ed in minor parte in quello dell'Alta Savoia. La vetta più elevata è il Roignais che raggiunge i 2.995 m s.l.m..

## Toponimo
Prendono il nome dalla città di Beaufort che si trova nel mezzo del gruppo montuoso e dalla regione circostante.

## Geografia
Si trovano tra la val d' Arly e la Tarantasia ad est della città di Albertville.
Confinano:
- a nord con le Prealpi del Giffre (nelle Prealpi di Savoia) e separate dal corso del fiume Arve;
- a nord-est con le Alpi del Monte Bianco (nella stessa sezione alpina) e separate dalla Val Montjoie e dal col du Bonhomme;
- ad est con le Alpi della Grande Sassière e del Rutor (nella stessa sezione alpina) e separate dal Vallée des Chapieux;
- a sud e sud-ovest con le Alpi della Vanoise e del Grand Arc (nella stessa sezione alpina) e separate dal corso del fiume Isère;
- ad ovest con le Prealpi dei Bauges (nelle Prealpi di Savoia) e separate dal torrente Arly;
- a nord-ovest con le Prealpi dei Bornes (nelle Prealpi di Savoia) e separate dalla Sella di Megève.

Ruotando in senso orario i limiti geografici sono: col du Bonhomme, Colle de la Croix du Bonhomme, Vallée des Chapieux, fiume Isère, Albertville, torrente Arly, Sella di Megève, torrente d'Arbon, fiume Arve, Val Montjoie, Col du Bonhomme.

## Suddivisione
Secondo la SOIUSA le Alpi del Beaufortain sono una sottosezione alpina con la seguente classificazione:
- Grande parte = Alpi Occidentali
- Grande settore = Alpi Sud-occidentali
- Sezione = Alpi Graie
- Sottosezione = Alpi del Beaufortain
- Codice = I/B-7.VI

In accordo con le definizioni della SOIUSA le Alpi del Beaufortain si suddividono in due supergruppi alpini e cinque gruppi:
- Massiccio del Roignais (A)
  - Gruppo dell'Aiguille du Grand Fond (A.1)
  - Gruppo Roignais-Terrasse (A.2)
  - Gruppo del Grand Mont (A.3)
- Catena Penaz-Joly (B)
  - Gruppo dell'Aiguille de la Penaz (B.4)
  - Gruppo del Mont Joly (B.5)

Il primo supergruppo raccoglie le montagne a sud di Beaufort mentre il secondo quelle a nord.

## Vette
- Roignais - 2.995 m
- Aiguille du Grand Fond - 2.920 m
- Pointe de la Terrasse - 2.881 m
- Grande Parel - 2.725 m
- Pierra Menta - 2.714 m
- Aiguilles de la Penaz - 2.688 m
- Grand Mont - 2.686 m
- Crêt du Rey - 2.633 m
- Tête de la Gicle - 2.552 m
- Crête des Gittes - 2.538 m
- Mont Coin - 2.539 m
- Monte Joly - 2.525 m
- Aiguille Croche - 2.487 m

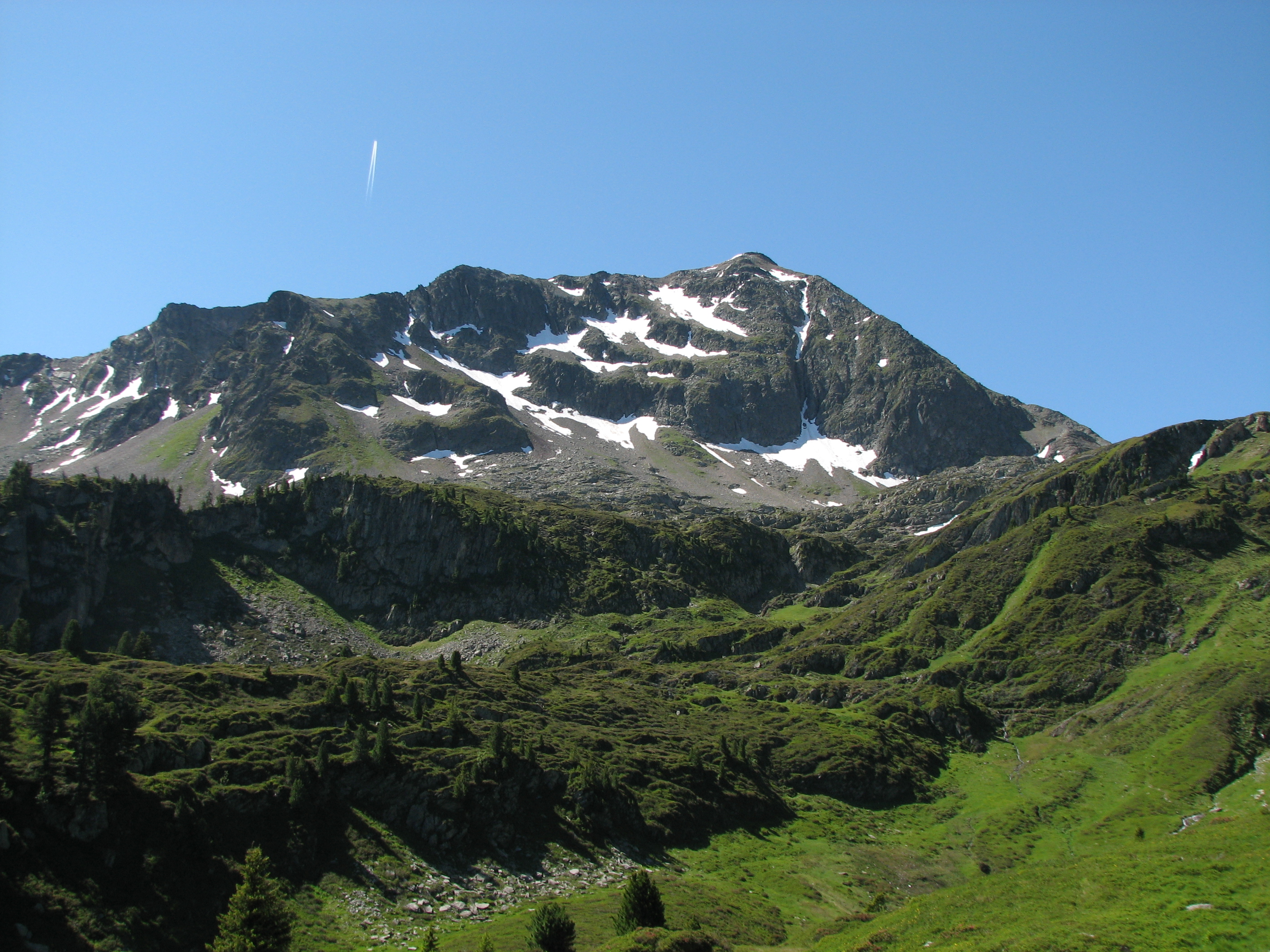
Il Grand Mont.

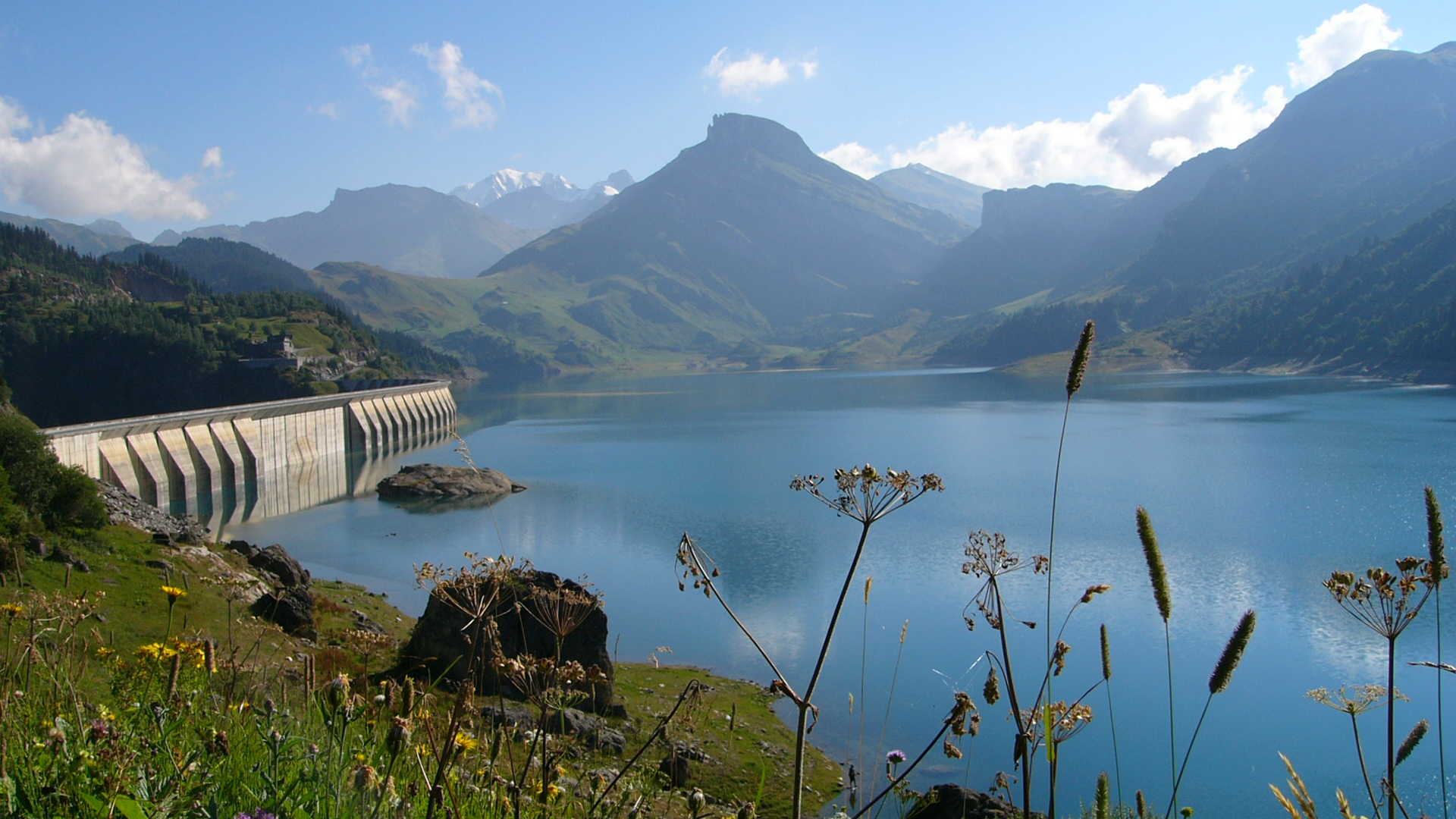
Lago di Roselend

- Pointe de la Grande Journée - 2.462 m
- Mont Mirantin - 2.460 m

## Rifugi alpini

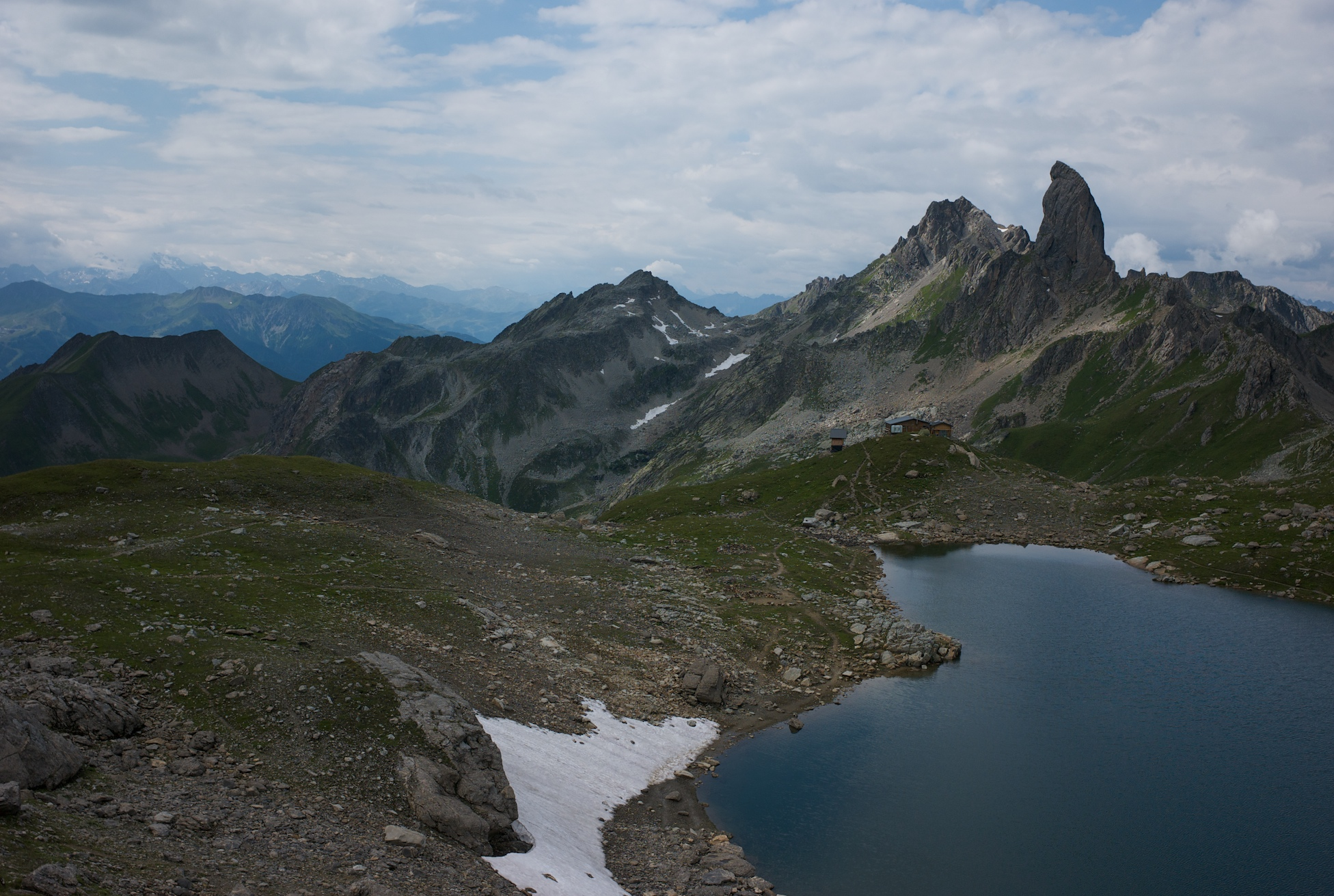
Il Refuge de Presset.

Per facilitare l'escursionismo e la salita alle vette il gruppo montuoso è dotato di alcuni rifugi:
- Refuge de Presset - 2.514 m
- Refuge Nant du Beurre - 2.080 m
- Refuge de la Coire - 2.062 m
- Refuge Plan de la Laie - 1.828 m
- Refuge de Petit-Tetraz - 1.700 m